# Juan Carlos Baglietto

Juan Carlos Baglietto en la tapa de Toco & Canto.

Juan Carlos Baglietto (Rosario, 14 de junho de 1956) é um famoso músico e cantor argentino. Expoente do movimento musical Trova Rosarina, ele se consolidou no cenário do rock argentino graças ao seu clássico álbum de 1982, Tiempos Difíciles. Desde então é considerado um dos cantores mais destacados de seu país.

## História
Seu álbum de estréia, Tiempos Difíciles, foi o primeiro disco argentino de rock a alcançar certificação de ouro.
No ano 2000, o álbum "Postales del alma" foi o vencedor do Grammy Latino (Categoria: Melhor álbum de Tango)

## Discografia
- 1982: Tiempos Difíciles
- 1982: Actuar Para Vivir
- 1983: Baglietto
- 1984: Baglietto y compañía
- 1985: Modelo para armar
- 1985: Porque cantamos
- 1986: Acné
- 1986: Mami
- 1989: Baglietto/Garré
- 1990: Ayúdame a mirar
- 1991: Postales de este lado del mundo
- 1993: Corazón de barco
- 1995: Páez - Baglietto/Baglietto - Páez
- 1995: Baglietto, lo mejor de los mejores
- 1996: Luz quitapenas
- 1998: 15 años
- 1999: Colección aniversario
- 1999: Postales del alma (em parceria com Lito Vitale)
- 2000: No olvides (em parceria com Lito Vitale)
- 2001: Qué más hacer en esta tierra incendiada sino cantar
- 2003: Grandes éxitos: Juan Carlos Baglietto
- 2006: Sabe quién

## Prêmios e Indicações
| Ano  | Trabalho (Álbum/Canção)                         | Prêmio                 | Indicação             | Resultado | Ref.  |
| ---- | ----------------------------------------------- | ---------------------- | --------------------- | --------- | ----- |
| 2000 | Parceria Baglietto-Vitale                       | Premio Estrella de Mar | Melhor Grupo Musical  | Venceu    | [ 3 ] |
| 2000 | Postales del alma (em parceria com Lito Vitale) | Grammy Latino          | Melhor Álbum de Tango | Venceu    | [ 4 ] |